# Municipalità di Kingston
La municipalità di Kingston è una Local Government Area che si trova in Australia Meridionale. Essa si estende su una superficie di 3.337,7 chilometri quadrati e ha una popolazione di 2.469 abitanti. La sede del consiglio si trova a Kingston SE.